# 녹색성장농업연구원
녹색성장농업연구원은 농업생태환경의 개선을 위한 연구 및 정책제안, 녹색성장농업에 대한 연구, 개발 및 홍보, 녹색기술의 발굴 및 사업화 추진 제안 등의 활동을 함으로써 농가소득 증대를 통한 농촌경제 활성화와 한국농업의 발전에 기여할 목적으로 2010년 9월 7일 설립·허가된 대한민국 농림축산식품부 소관의 사단법인이다. 사무실은 서울특별시 서초구 양재동 232번지, aT센터 1401호에 있다.